# 미키 전투

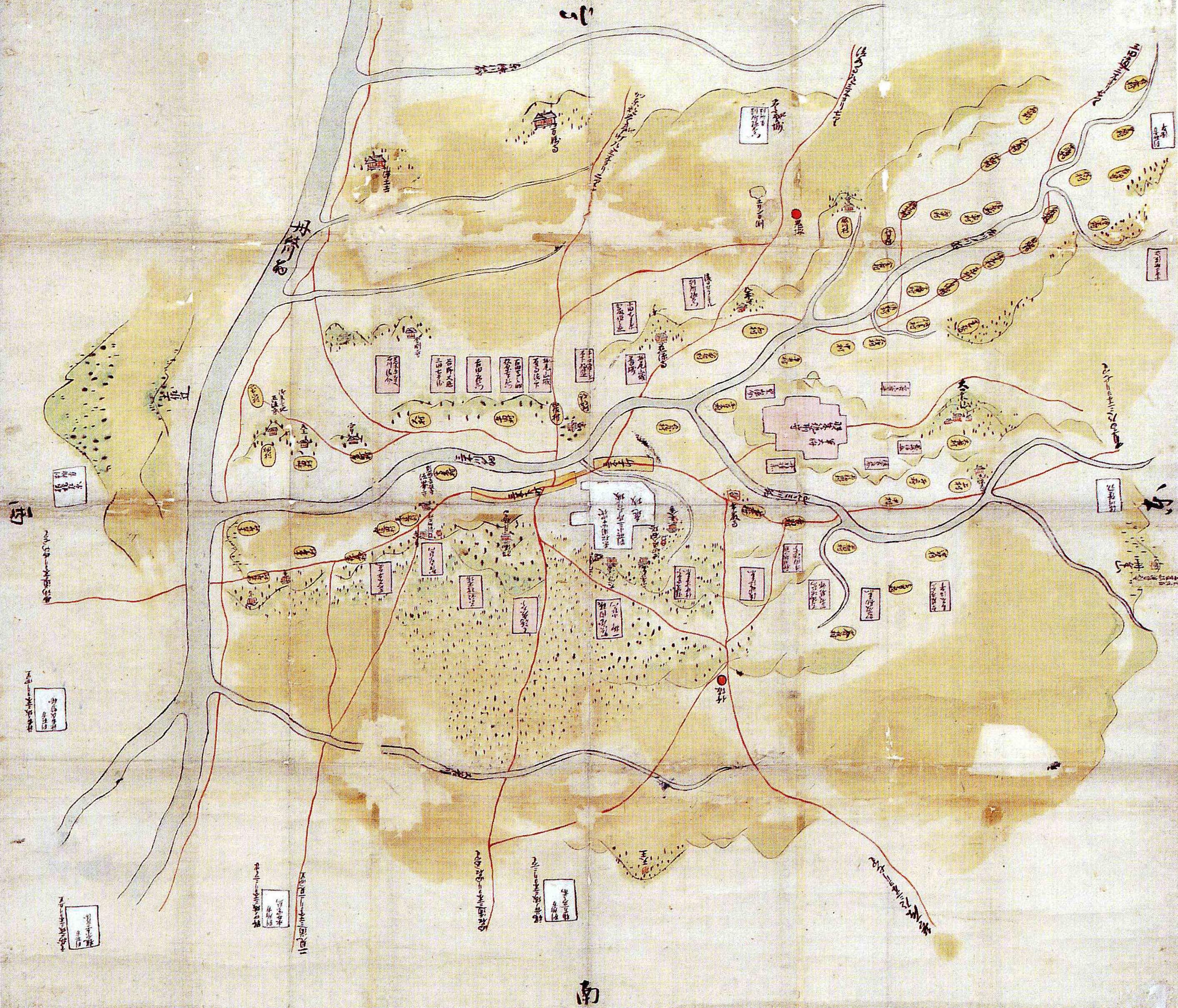

미키 전투(일본어: 三木合戦)는 일본 아즈치모모야마 시대의 전투로, 덴쇼 6년(1578년) 3월부터 덴쇼 8년 1월 17일(1580년 2월 2일)에 걸쳐 하리마국 미키 성(현 효고현 미키시)에서 오다 가문(일본어: 織田)과 벳쇼 가문(일본어: 別所氏) 사이에 벌어진 공선전이다.
오다 가문의 무장 하시바 히데요시의 반슈 정벌(일본어: 播州征伐)의 일원으로, 히데요시는 벳쇼 나가하루(別所長治)가 농성하는 미키 성을 포위공격하였다. 특히 이 전투에서 히데요시가 3년 간의 장기전을 펼치며 성의 병량이 떨어지기를 기다리는 병량 공격(일본어: 兵糧攻め)를 펼친 것으로 유명하여, 미키의 말려죽이기(일본어: 三木の干殺し)라고 불린다.

## 같이 보기
- 이시야마 전투
- 돗토리 성